# Brading
Brading este un oraș situat pe insula Isle of Wight, în regiunea South East, Anglia. 